# Dianthus mooiensis
Dianthus mooiensis är en nejlikväxtart. Dianthus mooiensis ingår i släktet nejlikor, och familjen nejlikväxter.

## Underarter
Arten delas in i följande underarter:
- D. m. kirkii
- D. m. mooiensis
- D. m. dentatus